# ASK Schwadorf
ASK Schwadorf is een Oostenrijkse voetbalclub uit Schwadorf.

## Geschiedenis
De club werd in 1936 opgericht en speelde het grootste deel van zijn bestaan in de lagere klassen. In 2002 werd de club kampioen van de 1. Klasse Ost (zesde klasse) en het volgend seizoen van de Gebietsliga Süd/Ost. Dat jaar won de club ook de beker van Neder-Oostenrijk, de eerste bekertrofee voor de club. Na twee seizoenen in de 1. Landesliga (vierde klasse) promoveerde de club in 2006 naar de Regionalliga Ost. Daar werd de club al in het eerste seizoen kampioen en dat met een riante voorsprong op concurrenten PSV Team für Wien en First Vienna FC. Hiermee promoveerde de club voor het eerst in de geschiedenis naar de tweede klasse. Daar trad de club aan onder de sponsornaam trenkwalder SK Schwadorf. In de zomer van 2008 fusioneerde de club met VfB Admira Wacker Mödling, een fusieclub die enkele historische clubs uit Wenen omvat. Admira nam de plaats van de club in de tweede klasse in. Schwadorf speelt in 2008/09 onder de naam SK Schwadorf 1936 in de 2. Landesliga Ost, de vijfde klasse.

## Selectie 2008/09
| Naam                | Rugnummer | Nationaliteit                  | Vorige club               |
| ------------------- | --------- | ------------------------------ | ------------------------- |
| Doel                |           |                                |                           |
| Jürgen Böhm         |           | Vlag van Oostenrijk            | VfB Admira Wacker Mödling |
| Franz Hofbauer      |           | Vlag van Oostenrijk            | VfB Admira Wacker Mödling |
| Ulrich Meusburger   |           | Vlag van Oostenrijk            | SV Wienerberger           |
| Verdediging         |           |                                |                           |
| Martin Bauer        |           | Vlag van Oostenrijk            | VfB Admira Wacker Mödling |
| Philipp Dirr        |           | Vlag van Oostenrijk            | VfB Admira Wacker Mödling |
| Alexander Jank      |           | Vlag van Oostenrijk            | VfB Admira Wacker Mödling |
| Peter Kratz         |           | Vlag van Oostenrijk            | VfB Admira Wacker Mödling |
| Wolfgang Resch      |           | Vlag van Oostenrijk            | VfB Admira Wacker Mödling |
| Alexander Schuh     |           | Vlag van Oostenrijk            | VfB Admira Wacker Mödling |
| Michael Steinberger |           | Vlag van Oostenrijk            | VfB Admira Wacker Mödling |
| David Weiss         |           | Vlag van Oostenrijk            | VfB Admira Wacker Mödling |
| Middenveld          |           |                                |                           |
| Juraj Adlen         |           | Vlag van Slowakije             | VfB Admira Wacker Mödling |
| Markus Blum         |           | Vlag van Oostenrijk            | SV Essling                |
| Bernd Brandstätter  |           | Vlag van Oostenrijk            | SC Theresienfeld          |
| Roman Christ        |           | Vlag van Oostenrijk            | VfB Admira Wacker Mödling |
| Juro Mescic         |           | Vlag van Oostenrijk            | SV Schwechat              |
| Damir Milatasevic   |           | Vlag van Bosnië en Herzegovina | KSV Ankerbrot - Monte Laa |
| Matthias Rigler     |           | Vlag van Oostenrijk            | VfB Admira Wacker Mödling |
| Dominik Vockathaler |           | Vlag van Oostenrijk            | SV Mattersburg            |
| Richard Ranftl      |           | Vlag van Oostenrijk            | VfB Admira Wacker Mödling |
| Stefan Hoppel       |           | Vlag van Oostenrijk            | VfB Admira Wacker Mödling |
| Aanval              |           |                                |                           |
| Andreas Lunzer      |           | Vlag van Oostenrijk            | FSV Velm                  |
| Rene Munterl        |           | Vlag van Oostenrijk            | VfB Admira Wacker Mödling |
| Johann Pany         |           | Vlag van Oostenrijk            | VfB Admira Wacker Mödling |